# Strzępochwostek
Strzępochwostek (Sphenoeacus afer) – gatunek małego ptaka z rodziny krótkosterek (Macrosphenidae); jedyny przedstawiciel rodzaju Sphenoeacus. Występuje w południowej i południowo-wschodniej Afryce. Nie jest zagrożony.

## Taksonomia i zasięg występowania
Gatunek po raz pierwszy opisany w roku 1789 przez Johanna Friedricha Gmelina pod nazwą Muscicapa afra. W rodzaju Sphenoeacus strzępochwostka umieścił Hugh Edwin Strickland w 1841 roku. Do czasu wyodrębnienia rodziny krótkosterek należał do pokrzewkowatych. Wyróżnia się następujące podgatunki:
- S. a. excisus Clancey, 1973 – wschodnie Zimbabwe, zachodni Mozambik
- S. a. natalensis Shelley, 1882 – północno-wschodnia Południowa Afryka, zachodnie Suazi i północne Lesotho
- S. a. intermedius Shelley, 1882 – wschodnia Południowa Afryka
- S. a. afer (J.F. Gmelin, 1789) – południowo-zachodnia i południowa Południowa Afryka

## Środowisko
Zasiedla suche tereny trawiaste, zarówno górskie jak i nadbrzeżne; w szczególności fynbos.

## Morfologia
Długość ciała wynosi 17–19 cm, masa ciała około 30 gramów. Skrzydła mierzą 95–110 mm, skok 22–23 mm, dziób 13–16 mm. Głowa z wyjątkiem gardła brązowa, obszar dookoła oka biały (zależnie od podgatunku). Gardło białe z czarnym wąsem. Kark pokryty czarno-białymi plamami, które na wierzchu ciała przechodzą w pasy. Lotki i pokrywy skrzydłowe czarne z białożółtawym obrzeżeniem. Długie sterówki i pokrywy ogonowe brązowocynamonowe z czarniawą stosiną i jej okolicami. Pióra na piersi i brzuchu w środku czarniawe, z zewnątrz brązowe; zależnie od podgatunku mogą być jaśniejsze. Dziób szary, nogi również.

## Zachowanie
Żywi się drobnymi bezkręgowcami i nasionami. W porównaniu do pokrzewkowatych, śpiew strzępochwostka jest prosty. Płochliwy, jednak często się odzywa.

## Lęgi
Gniazdo buduje samica. Budulec stanowią gałązki, trawy, liście i miękki materiał roślinny jako wyściółka. Zazwyczaj umieszczone jest na ziemi w kępie trawy. Okres składania jaj różni się w zależności od rejonu, w Prowincji Przylądkowej Zachodniej jest to okres od lipca do grudnia, w innych regionach ma to miejsce od października do kwietnia. Samica składa 2–3 jaja, wysiaduje je sama przez 14–18 dni. Pisklęta karmione są przez oba ptaki z pary, opuszczają gniazdo po 14–16 dniach.

## Status
IUCN uznaje strzępochwostka za gatunek najmniejszej troski (LC, Least Concern) nieprzerwanie od 1988 roku. Liczebność populacji nie została oszacowana, ale ptak ten opisywany jest jako lokalnie pospolity. Trend liczebności populacji oceniany jest jako spadkowy.